# Liste der Monuments historiques in Laître-sous-Amance
Die Liste der Monuments historiques in Laître-sous-Amance führt die Monuments historiques in der französischen Gemeinde Laître-sous-Amance auf.

## Liste der Immobilien
| Bezeichnung       | Beschreibung           | Standort                 | Kennzeichnung | Schutzstatus | Datum | Bild           |
| ----------------- | ---------------------- | ------------------------ | ------------- | ------------ | ----- | -------------- |
| Kirche St-Laurent | ab dem 12. Jahrhundert | Rue Saint-Laurent (Lage) | PA00106051    | Classé       | 1862  | weitere Bilder |

## Liste der Objekte
| Bezeichnung               | Beschreibung | Standort                        | Kennzeichnung | Schutzstatus | Datum | Bild |
| ------------------------- | --- | ------------------------------- | ------------- | ------------ | ----- | ---- |
| Skulptur Heiliger Blasius | Stein, farbig gefasst, 16. Jahrhundert                                                                                  | in der Kirche St-Laurent (Lage) | PM54000314    | Classé       | 1965  |      |
| Zwei Leuchter             | Kupfer, Anfang des 13. Jahrhunderts; gestohlen                                                                          | in der Kirche St-Laurent (Lage) | PM54000313    | Classé       | 1908  |      |
| Hauptaltar                | Altartisch mit Altaraufbau und Tabernakel; Eichenholz, farbig gefasst und vergoldet, zweite Hälfte des 18. Jahrhunderts | in der Kirche St-Laurent (Lage) | PM54000315    | Classé       | 1977  |      |
| Rechter Seitenaltar       | Altartisch, Retabel und Gemälde; Holz, vergoldet, sowie Ölfarbe auf Leinwand, 18. Jahrhundert                           | in der Kirche St-Laurent (Lage) | PM54001605    | Inscrit      | 1994  |      |